# ماتریکس آنلاین
ماتریکس آنلاین (انگلیسی: The Matrix Online) یک بازی ویدئویی در سبک بازی نقش آفرینی بر خط چندنفره گسترده است که ابتدا توسط مونولیث پروداکشنز توسعه یافته و بدست سگا و در سال ۲۰۰۵ در پلت‌فرم مایکروسافت ویندوز منتشر شده‌است. این بازی به عنوان ادامه‌ای بر خط داستانی مجموعه فیلم‌های ماتریکس، اثر واچوفسکی‌ها در نظر گرفته شده بود.